# Simone Sill
Simone Sill (* 23. Jänner 1999) ist eine österreichische Basketballspielerin.

## Werdegang
Die 1,79 Meter große Sill erhielt ihre Basketballausbildung in Graz. 2019 gewann sie mit UBI Graz die Staatsmeisterschaft.
Im Sommer 2020 wurde sie als Neuzugang des spanischen Vereins CB Valls vermeldet, der Wechsel zerschlug sich jedoch wegen der Covid-19-Pandemie. Während des Spieljahres 2020/21 ging sie nach Deutschland zum Zweitligisten BBF Dillingen, im Sommer 2021 schloss sie sich innerhalb des Landes dem Bundesligisten Capitol Bascats Düsseldorf an.
Sill setzte ihre Laufbahn ab 2022 beim Verein Fjölnir in Islands Hauptstadt Reykjavík fort. In der Sommerpause 2023 kehrte Sill zu UBI Graz zurück. Sie wurde als beste Spielerin der Superliga-Hauptrunde 2024/25 ausgezeichnet.
Sill gehörte zum ersten Aufgebot der österreichischen Damen-Nationalmannschaft, als diese 2020 nach jahrelanger Länderspielpause neuaufgelegt wurde.